# Poza de la Sal
Poza de la Sal é um município da Espanha na província de Burgos, comunidade autónoma de Castela e Leão, de área 81,902 km² com população de 357 habitantes (2007) e densidade populacional de 4,72 hab/km².

## Demografia
| Variação demográfica do município entre 1991 e 2004 | Variação demográfica do município entre 1991 e 2004 | Variação demográfica do município entre 1991 e 2004 | Variação demográfica do município entre 1991 e 2004 |
| --------------------------------------------------- | --------------------------------------------------- | --------------------------------------------------- | --------------------------------------------------- |
| 1991                                                | 1996                                                | 2001                                                | 2004                                                |
| 494                                                 | 389                                                 | 392                                                 | 387                                                 |